# Зефир превосходный
Зефир превосходный или Хетопрокта превосходная, (лат. Protantigius superans) — бабочка из семейства голубянки. Эндемик Дальнего Востока. Иногда этот вид относили к роду Chaetoprocta. Еще раньше под названием голубянка Пугачука (Thecla pugatschuki) была занесена в Красную книгу СССР. Изменение русского и латинского названия связано с обнаружением старшего синонима.

## Описание
Размах крыльев около 40 мм. Дискальные пятна на крыльях в виде тёмных штрихов. Окраска крыльев верхней стороны крыльев тёмно-коричневая с рядом беловатыми подкраевыми пятен расположенный между жилками. От переднего края крыла к заднему размер этих пятна увеличиваются.
На передних крыльях пятна вытянутые вдоль, на задних — округленные. На задних крыльях последние пятна более крупные, снаружи с чёрными округлыми пятнами. Задние крылья с длинными хвостиком длиной до 6 мм. Нижняя сторона крыльев серебристо-белая с коричневыми дискальными штрихами и длинными подкраевыми полосами.
Ближе к внешнему краю проходят светло-коричневые парные полосы. На заднем крыле все 3 полосы подходят к заднему углу, где имеются 2 черных пятна: одно треугольное, а другое — поперечно-вытянутое.

## Ареал
Китай, Корейский полуостров. В России — Южное Приморье

## Местообитания
Встречается в хвойно-широколиственных лесах. Образует немногочисленные локальные популяции.

## Время лёта
Бабочки встречаются с середины июля до начала сентября.

## Численность
Специальные учёты не проводились. Учитывая крайне малый ареал, и локальность популяций, весьма низкая. Учитывать вид сложно, так как бабочки держатся высоко в кронах деревьев и редко спускаются ниже 10 м над уровнем земли.

## Замечания по охране
Занесен в Красную Книгу России (I категория — находящийся под угрозой исчезновения вид).